# Butley
Butley – wieś w Anglii, w hrabstwie Suffolk, w dystrykcie East Suffolk. Leży 22 km na wschód od miasta Ipswich i 128 km na północny wschód od Londynu.